# 大将軍
大将軍（だいしょうぐん、たいしょうぐん）は、中国および日本における歴史上の官職の一つ。

## 中国の大将軍

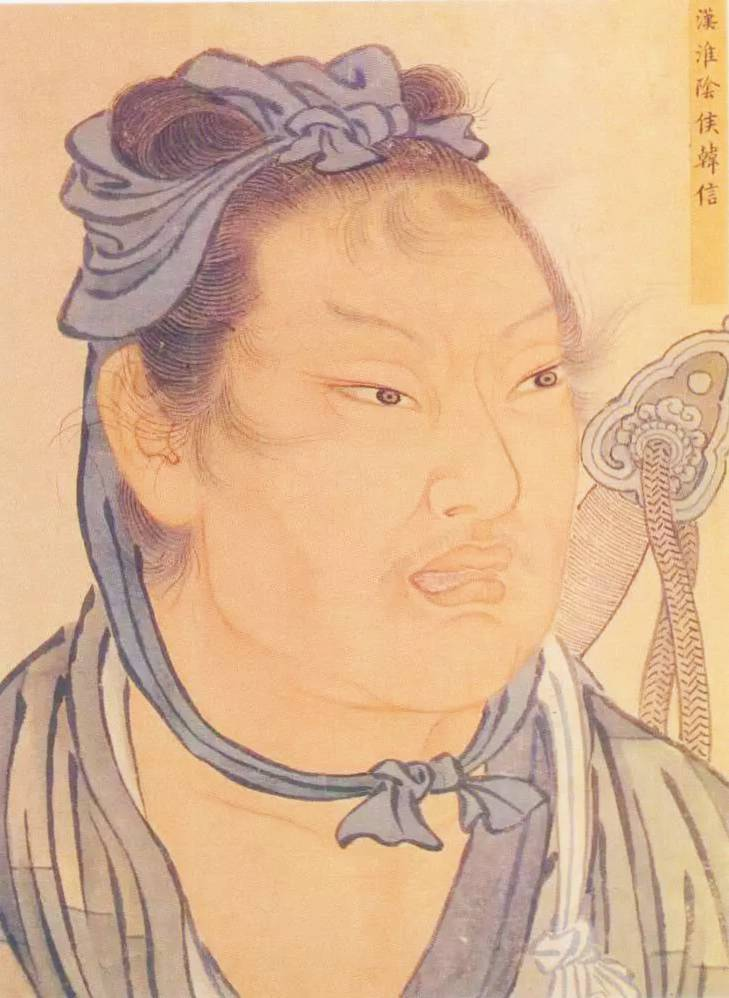
前漢の大将軍韓信。

大将軍は、古代中国における各将軍の最上位者を意味する官職であり、古くは上将軍と呼ばれた
その起源は不明であるが、秦末の動乱期に、陳勝に背き、張耳と組んで武臣を趙王に擁立した陳余がこの名称を使用した。
前漢では当初非常置の職であったようで、楚漢戦争期の韓信以降は、匈奴が侵攻して来た際や反乱鎮圧に際してといった非常時に、臨時に政府要人が軍の総帥として任命されることが多かったようである。
武帝による積極的な対外政策が開始されると、常置の官職となった。この時期の大将軍として、対匈奴戦争で大きな功績を挙げた衛青が知られる。
武帝没後、外戚の権力が強まり、政治に参与するようになると、外戚勢力のリーダーがこの職に任ぜられ、政権を握ることが多くなった。
この傾向は、後漢に入ってからも初期の3代の皇帝（光武帝・明帝・章帝）の時代を除いて続行し、彼ら外戚集団と宦官との政権争いが後漢の政治において大きな位置を占めるようになり、結果として後漢滅亡の要因となった。
三国時代以降も大将軍の職は存在したが、その権力は徐々に弱められることとなり、名誉職としての色合いが強まっていった。また、呉では上大将軍を設置し、これは大将軍より上位の官職であった。北周や隋でも置かれた。
『三国志演義』や『水滸伝』などの小説では「五虎大将軍（五虎上将）」という架空の称号が登場する。

## 日本の大将軍

源頼朝。鎌倉幕府の初代征夷大将軍である。

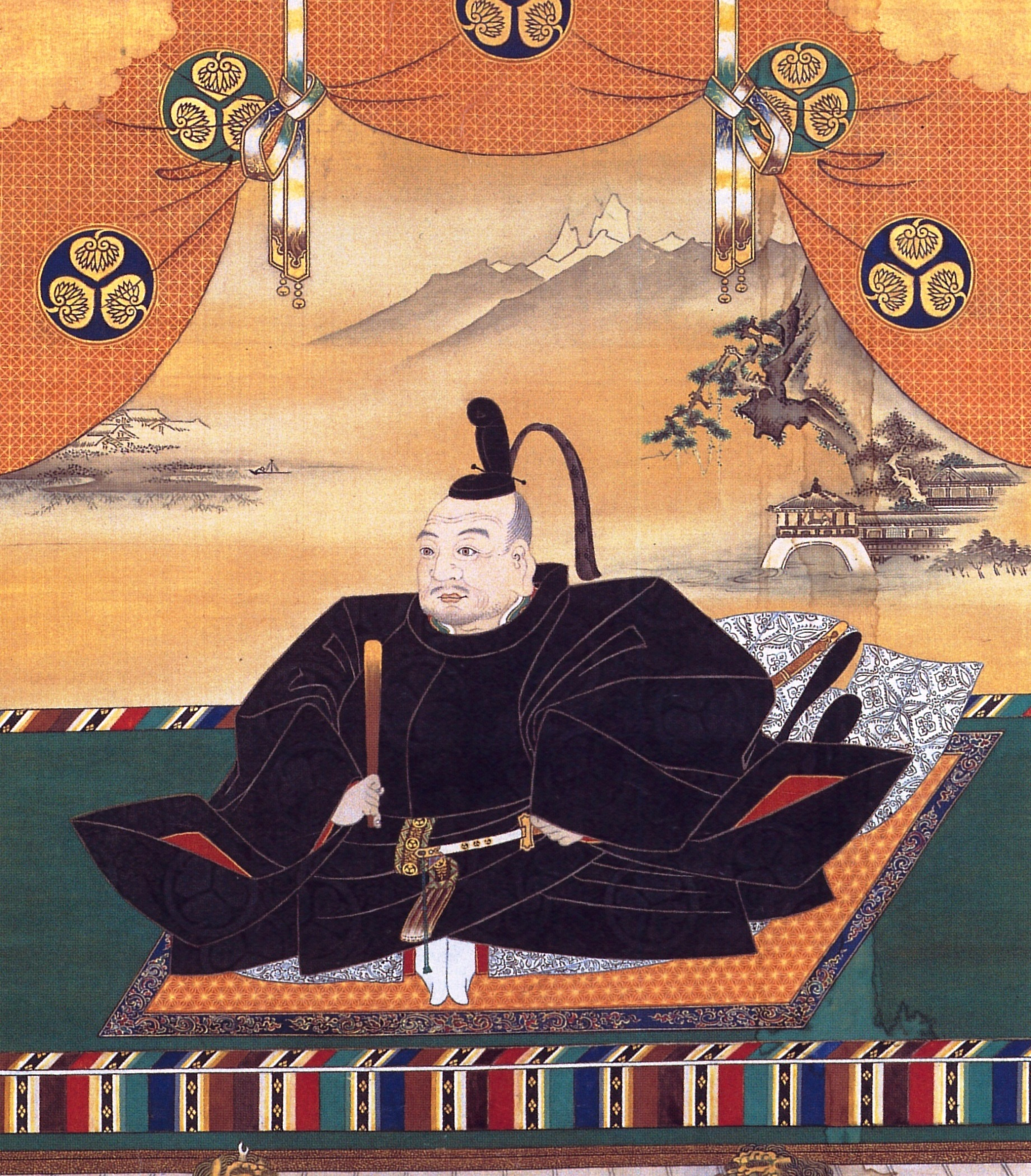
将軍 徳川家康（とくがわ いえやす)。

古代の日本では、続日本紀に下毛野古麻呂や大伴安麻呂について大将軍の記述があり、また隼人の反乱に際して大伴旅人が、神亀元年（724年）陸奥大掾佐伯児屋麻呂が殺害された際に藤原宇合が、藤原広嗣の乱では大野東人が大将軍に任じられた。
養老律令では軍を3個編成するとその統率のために大将軍を1人任命すると定めていたが、実際には3個の軍が同時に編成されたことはない。蝦夷征討のため太平洋側の征東軍（征夷軍）と日本海側の征狄軍（鎮狄軍）の2つの軍が編成され、征夷将軍と鎮狄将軍が同時に任命されたことはあるが統率のための大将軍は任命されておらず、1つの軍を率いる将軍でも大規模な軍を率いる偉大な将軍として大将軍と称された。後に広く武将を指す語ともなり、平安時代から鎌倉時代初期にかけては官職ではなく私称として用いる場合も散見された。また、承久の乱の際に京都に進撃する鎌倉幕府軍の諸将をそれぞれ東山道大将軍、北陸道大将軍などと称した例がある。建武の乱では、後醍醐天皇第一皇子の尊良親王が、建武政権軍の名目上の総大将として「上将軍」に補任されている。三位以上の公卿や皇族を将軍とする際も軍職の名を大将軍と称することもあった。
しかし、将軍ないし大将軍という場合には幕府の主宰者を指す性格が強くなり、征夷大将軍以外の用例としては次第に使われなくなった。江戸時代末期に征討大将軍が任じられているが、一般化するには至らずに終わっている。
明治維新の後、旧日本軍における最上位の官職は陸軍では参謀総長、海軍は軍令部総長となり、また自衛隊では統合幕僚長であり、大将軍という名称は残らなかった。

## 朝鮮の大将軍
高麗時代の大將軍は、高麗の中央軍の將軍。